# Marcel Boogmans
Marcel Boogmans, (2 de setembre de 1904 - ?) fou un ciclista belga, que es va especialitzar en les curses de sis dies.

## Palmarès
- 1928
  - 3r als Sis dies de Nova York (amb Alfonso Zucchetti)
- 1930
  - 3r als Sis dies de Mont-real (amb Laurent Gadou)